# Sentier européen de grande randonnée
Ne doit pas être confondu avec Sentier de grande randonnée.

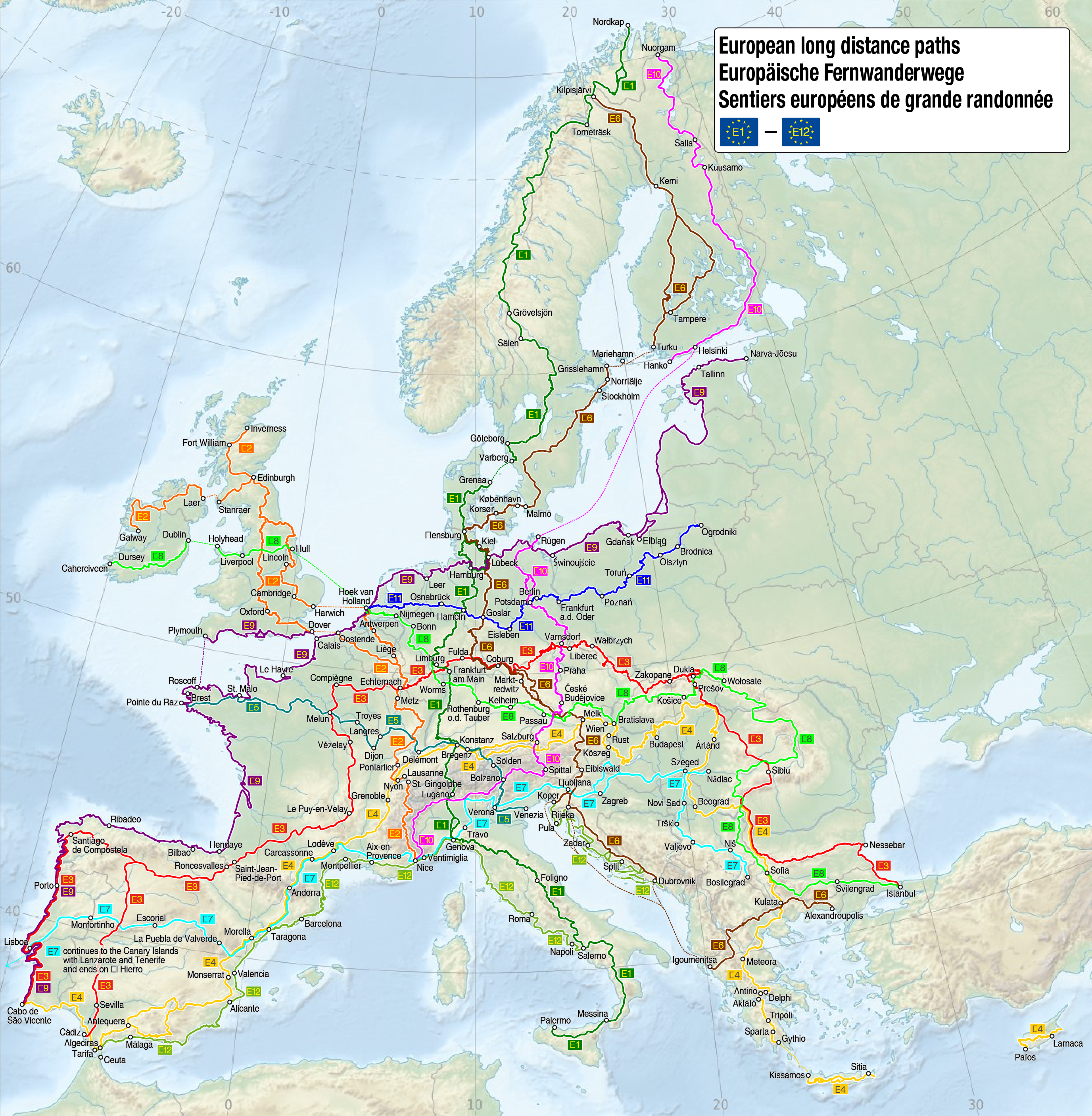
Carte des sentiers européens de grande randonnée.

Les sentiers européens de grande randonnée sont un réseau d'itinéraires de randonnée traversant l'Europe. Chacun de ces itinéraires, long de plusieurs milliers de kilomètres, traverse plusieurs pays européens.

## Caractéristiques
Les sentiers européens de grande randonnée ont été créés sous l'égide de la Fédération européenne de la randonnée pédestre. L'objectif de la fédération est la création et l'entretien d'un réseau d'itinéraires transfrontaliers (E-itinéraires).

## Liste
| Sentiers européens | Longueur (km) | Parcours | Balisage | Carte |
| ------------------ | ------------- | --- | -------- | ----- |
| E1                 | 4 960         | Suède, Danemark, Allemagne, Suisse, Italie                                                                                     |          |       |
| E2                 | 4 850         | Angleterre, Pays-Bas, Belgique, France, Suisse                                                                                 |          |       |
| E3                 | 6 950         | Bulgarie, Roumanie, Hongrie, Slovaquie, Pologne, République tchèque, Allemagne, Luxembourg, Belgique, France, Espagne, Turquie | Balisage |       |
| E4                 | 10 450        | Espagne, France, Suisse, Allemagne, Autriche, Hongrie, Roumanie, Bulgarie, Grèce, Chypre                                       | Balisage |       |
| E5                 | 3 050         | France (Pointe du Raz, Vosges), Suisse (lac de Constance), Autriche, Italie (Venise)                                           | Balisage |       |
| E6                 | 5 200         | Finlande, Suède, Danemark, Allemagne, Autriche, Slovénie, Grèce                                                                | Balisage |       |
| E7                 | 4 330         | Portugal, Espagne, Andorre, France, Italie, Slovénie, Hongrie, Roumanie                                                        |          |       |
| E8                 | 4 390         | Irlande, Angleterre, Pays-Bas, Allemagne, Autriche, Slovaquie, Pologne, Roumanie, Bulgarie                                     |          |       |
| E9                 | 5 000         | Portugal, Espagne, France, Angleterre, Belgique, Pays-Bas, Allemagne, Pologne, Estonie                                         |          |       |
| E10                | 2 880         | Finlande, Allemagne, République tchèque, Autriche, Italie, France, Espagne                                                     | Balisage |       |
| E11                | 2 070         | Pays-Bas, Allemagne, Pologne                                                                                                   |          |       |
| E12                | 1 600         | Espagne, France, Italie |          |       |